# PMP (pont flottant)
Pour les articles homonymes, voir PMP.
 (juillet 2023).
Si vous disposez d'ouvrages ou d'articles de référence ou si vous connaissez des sites web de qualité traitant du thème abordé ici, merci de compléter l'article en donnant les références utiles à sa vérifiabilité et en les liant à la section « Notes et références ».
Le PMP est un pont flottant motorisé russe. Il déploie un pont flottant, monté sur véhicule porteur KrAZ-255.

## Description
Il complète le PMM-2M, qui est comparable à l'engin de franchissement de l'avant de l'armée française et donc plutôt utilisé pour des surfaces d'eau plus réduites. Il est complété ou remplacé par le PP-91M sur véhicule porteur KamAZ-6350.

## Galerie d'images

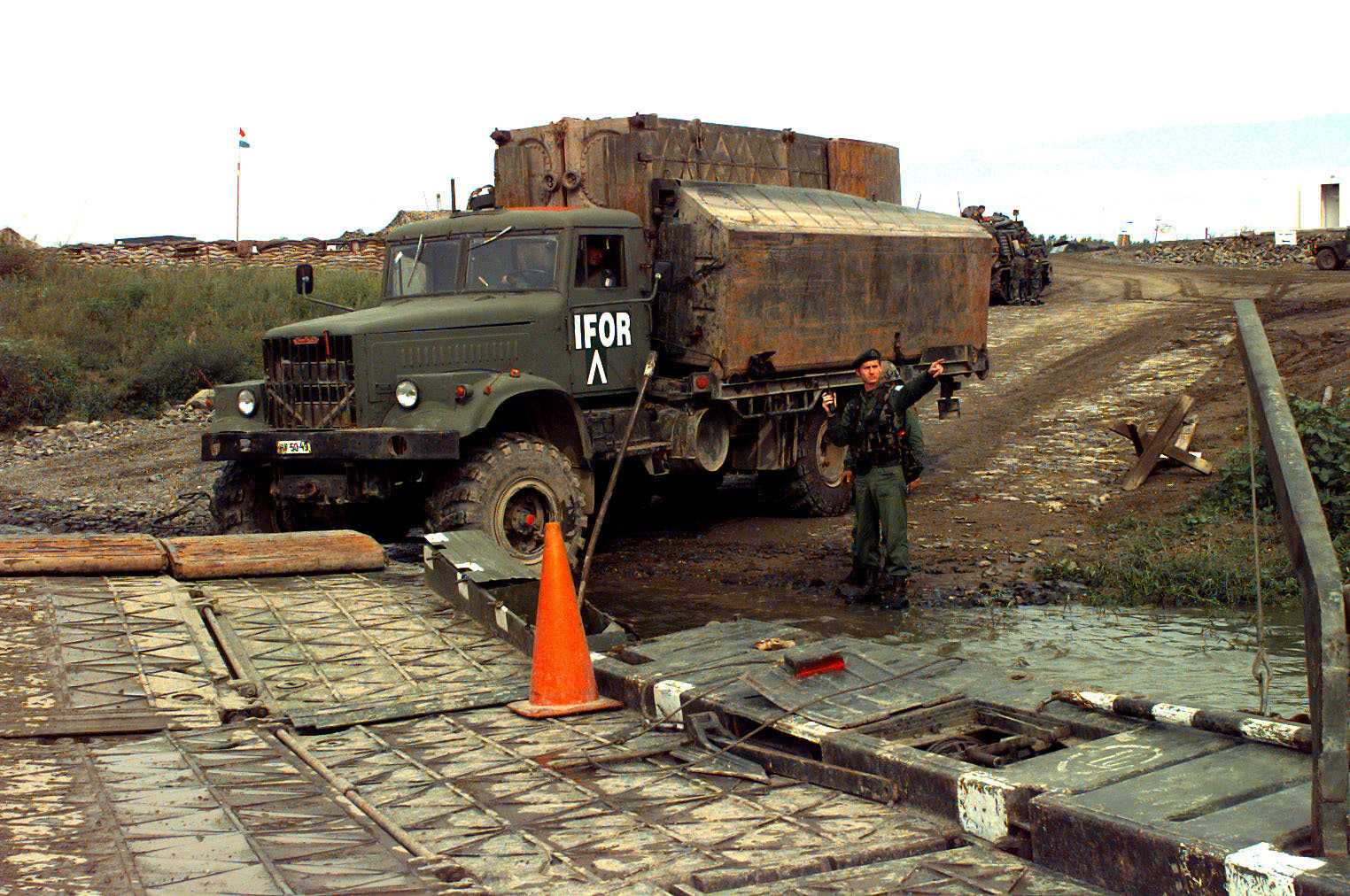
PMP dans  l'armée hongroise, 1996.
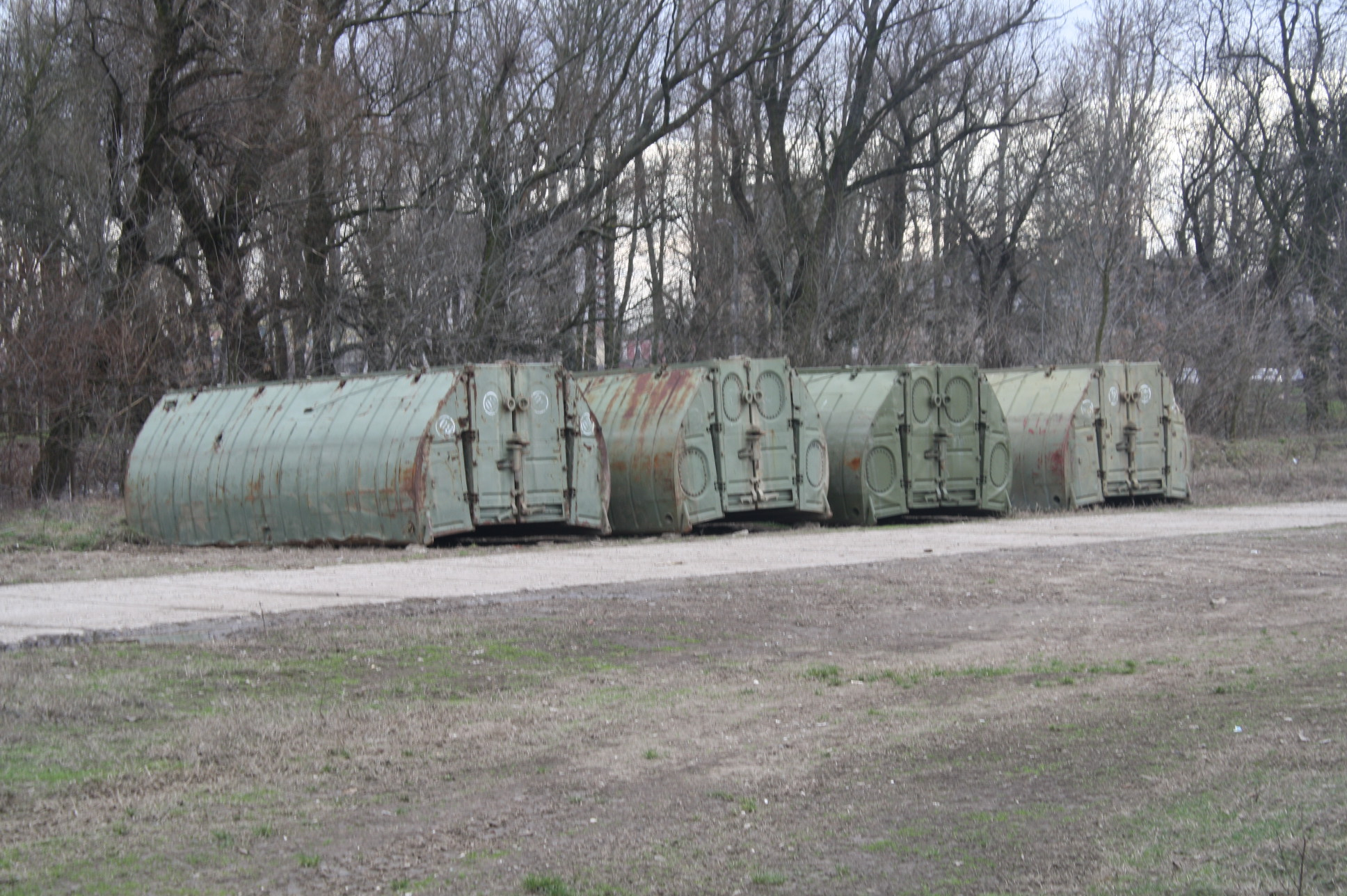
4 éléments de ponton
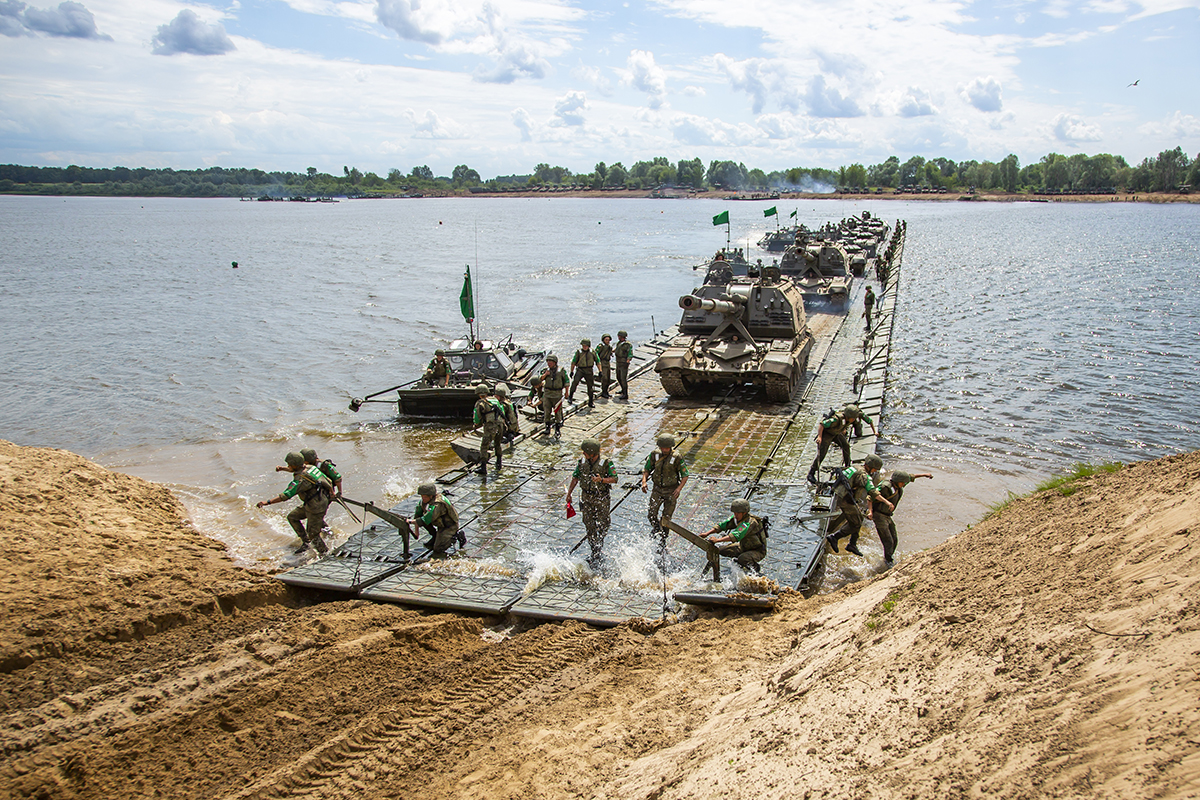
Pont flottant déployé avec véhicules passants
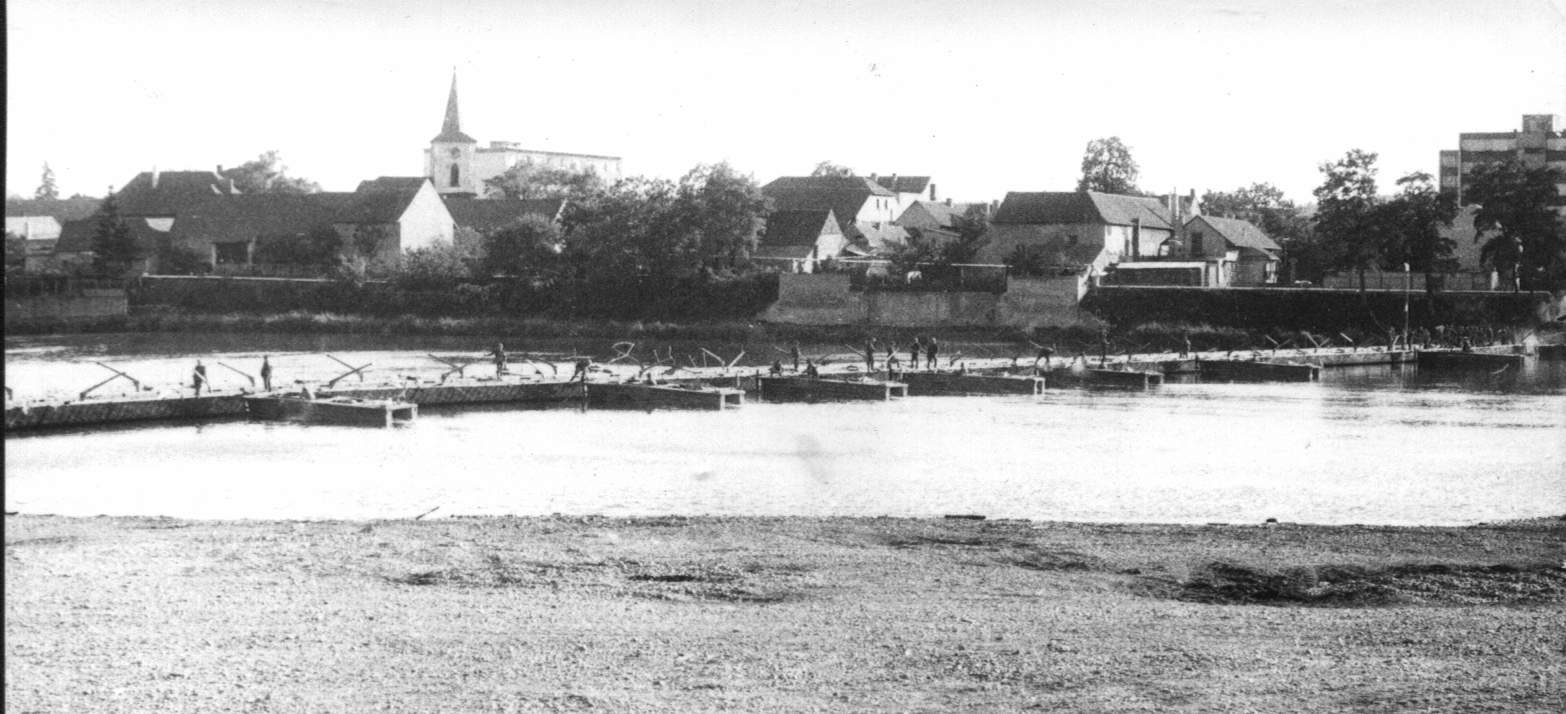
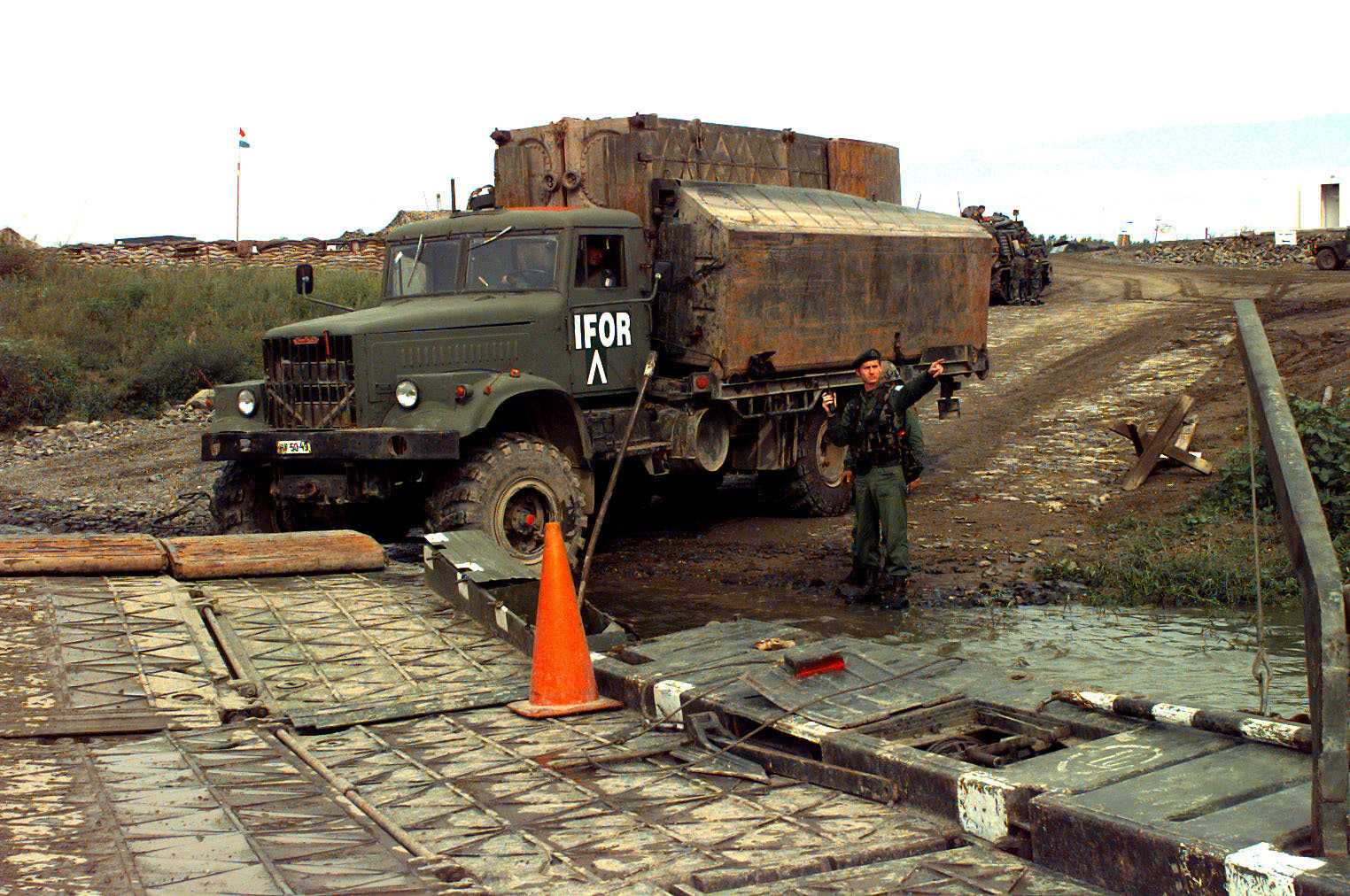
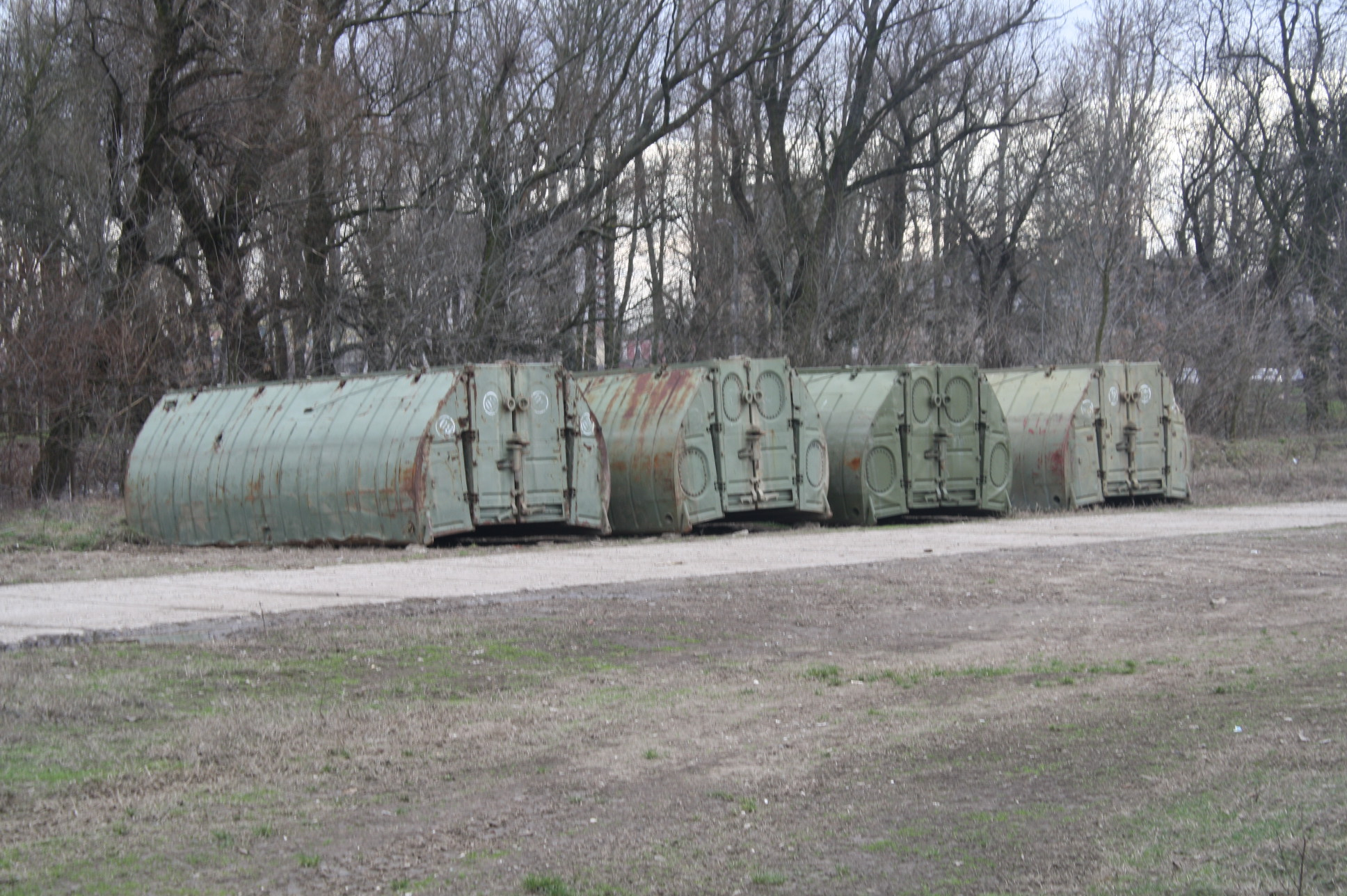
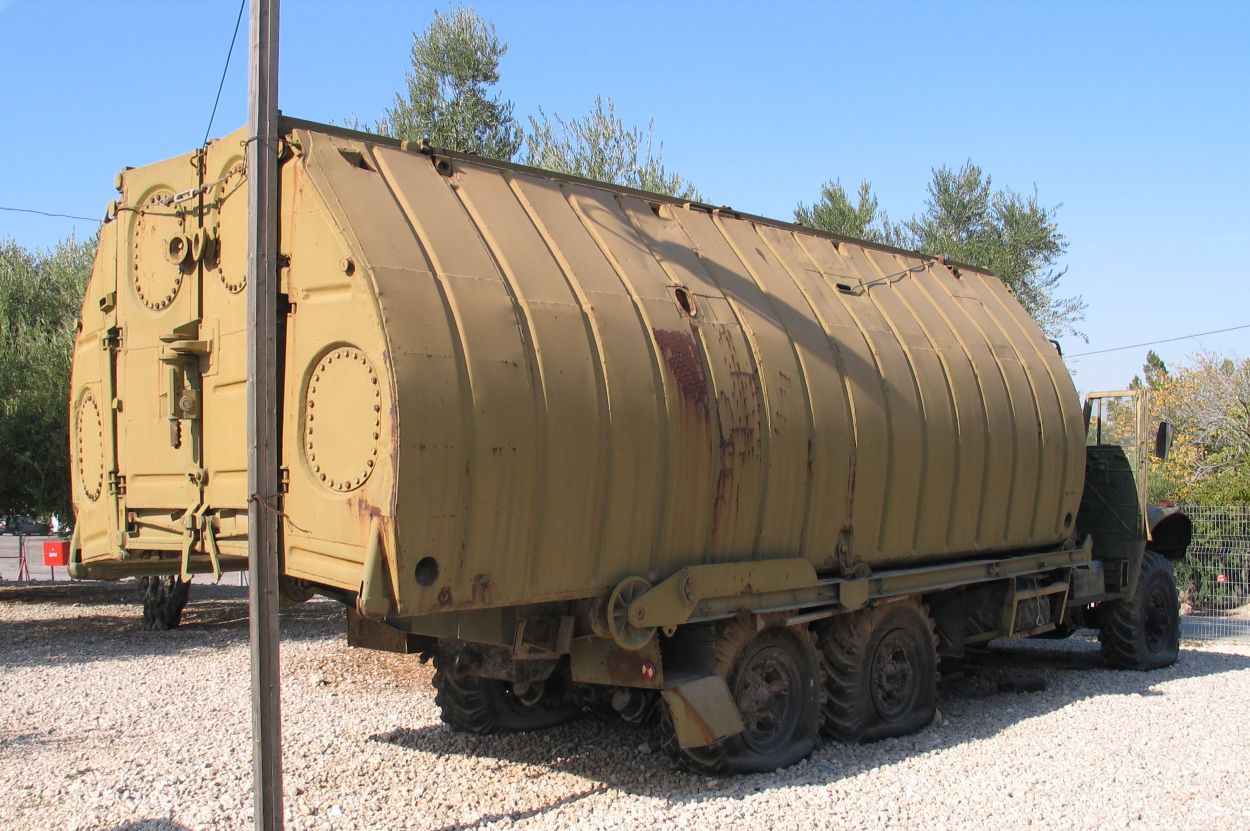
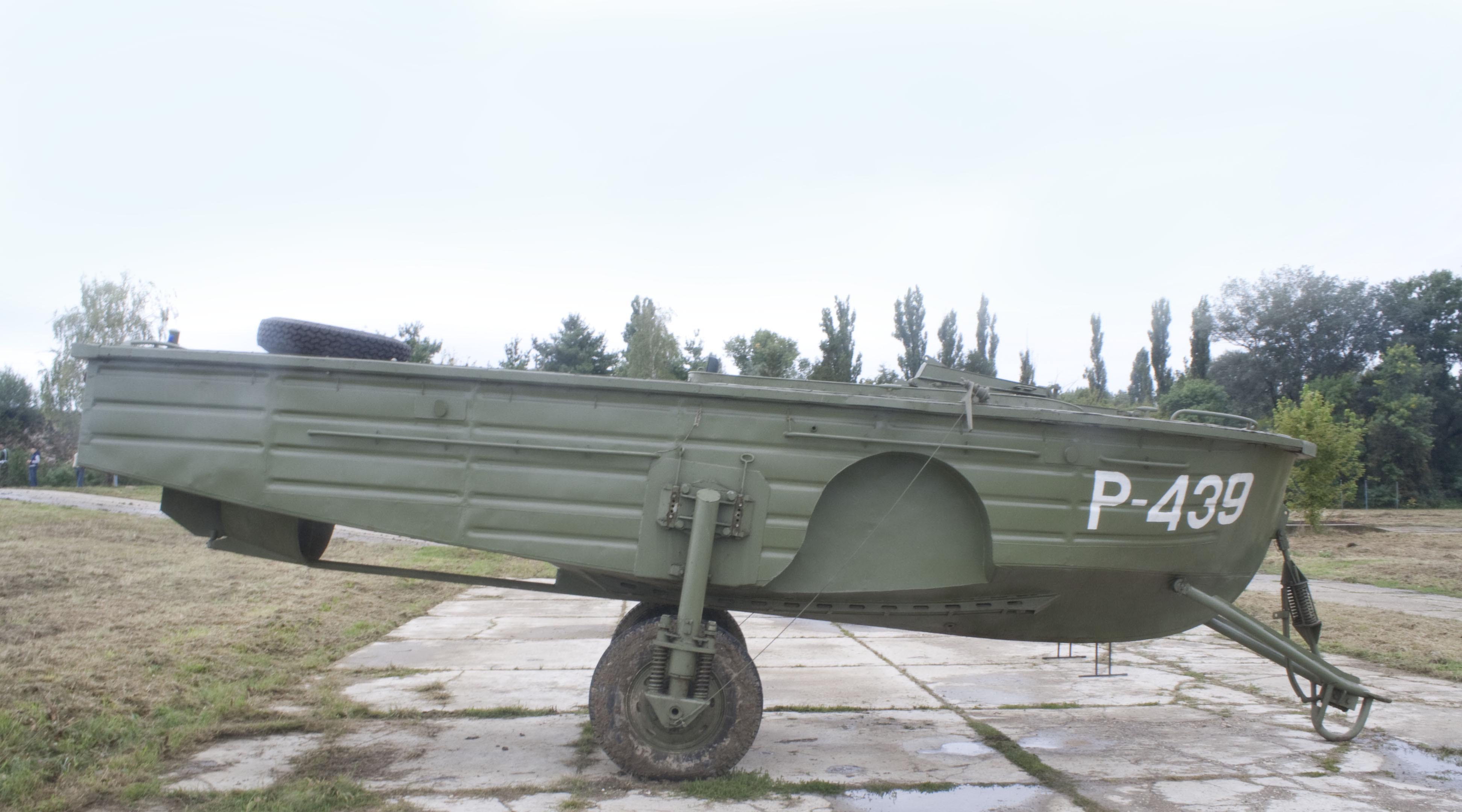
БМК-130
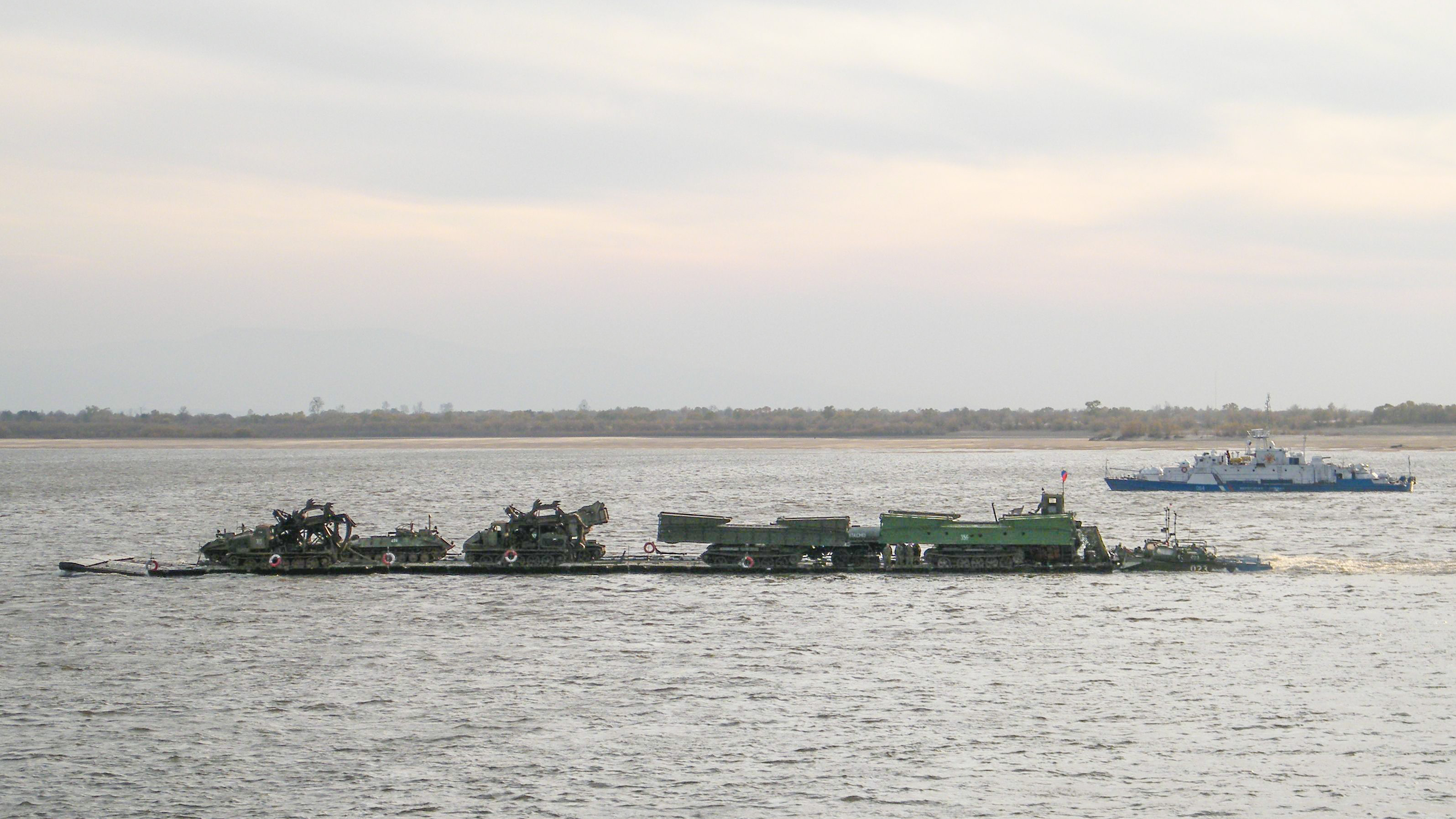
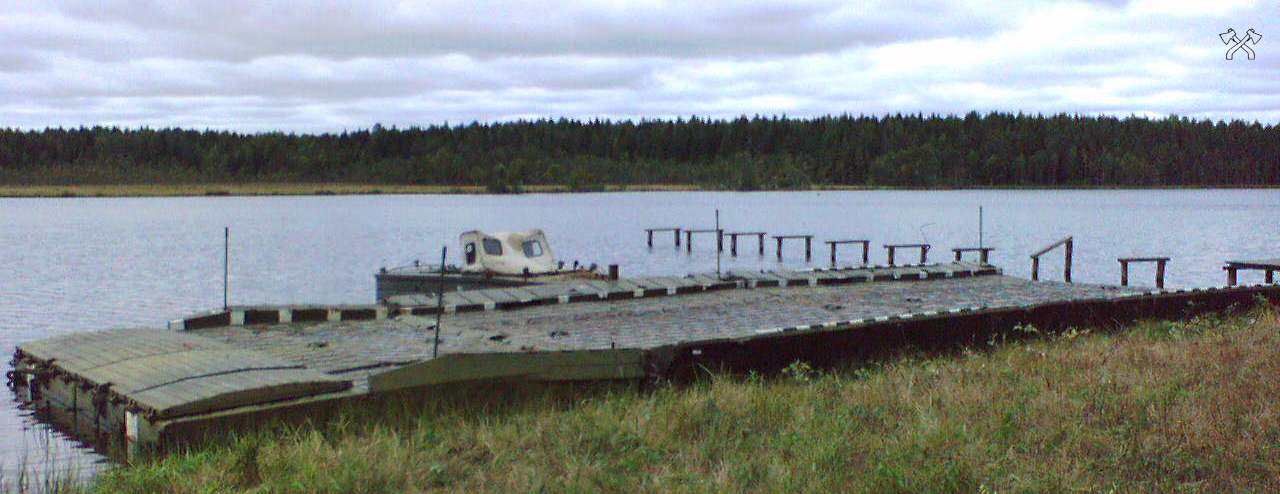